# 庐山会议实录
《庐山会议实录》是李锐所著的记录1959年庐山会议的史料著作。
作者根据自己的亲身经历，并参阅中共有关部门的文献资料，翔实记录了会议前后的重要节点和事件。
《庐山会议实录》初版于1989年4月由春秋出版社、湖南教育出版社出版，1993年在香港出版正體字版；增订本于1994年6月由河南人民出版社出版。

## 外部連結
- 《庐山会议实录》